# Gabriel Yared

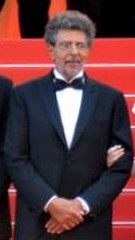
Gabriel Yared, 2017

Gabriel Yared (* 7. Oktober 1949 in Beirut) ist ein französischer Komponist libanesischer Herkunft. Bekanntheit erlangte er vor allem durch über 120 Kompositionen für Kino- und Fernsehfilme. Der musikalische Autodidakt begann früh selbst, Stücke zu komponieren, und übernahm mit 14 Jahren den Platz seines verstorbenen Mentors als Organist an der Universität Saint Joseph in Beirut. Nach einem Aufenthalt in Brasilien ließ sich Yared in den 1970er Jahren in Frankreich nieder, wo er sich einen Namen als Orchesterdirigent machte und als Filmkomponist zu arbeiten begann. 1997 wurde er für die musikalische Untermalung zu Anthony Minghellas Spielfilm Der englische Patient mit dem Oscar ausgezeichnet.

## Biografie

### Kindheit und Ausbildung
Yared wurde 1949 im Libanon geboren und lebte dort bis zu seinem achtzehnten Lebensjahr. Ab dem vierten Lebensjahr besuchte er eine Jesuitenschule in Beirut. Yared kam zum ersten Mal im Alter von sieben Jahren durch seinen Vater mit der Musik in Berührung, der das musikalische Talent seines Sohnes erkannte und ihn in die Obhut eines Akkordeon-Lehrers gab. Zwei Jahre später entließ ihn sein Musiklehrer, da er Yared alles beigebracht hatte, was er wusste. Yared begann sich daraufhin ab dem Alter von elf Jahren mit Musiktheorie auseinanderzusetzen und nahm eine halbe Stunde wöchentlich Klavierunterricht. Schnell erkannte Yared, dass er eher ein Talent für das Komponieren und „Lesen“ von Musik hatte, und mit seiner Kenntnis über eine Vielzahl von Musikinstrumenten begann er selbst, Musik zu komponieren.
Als er 14 Jahre alt war, starb sein Klavierlehrer, und Yared übernahm dessen Stelle als Organist an der Universität Saint Joseph in Beirut. In der Musikbibliothek der Jesuitenschule, die er besuchte, war es ihm möglich, die Werke von Komponisten wie Johann Sebastian Bach, Robert Schumann, Franz Liszt, Dietrich Buxtehude, Johann Pachelbel, Maurice Duruflé, Olivier Messiaen, Jean Langlais, Charles-Marie Widor und César Franck zu studieren. Die Alleinarbeit befähigte ihn dazu, weiterhin Musik zu komponieren, unter anderem mit 14 Jahren einen ersten Piano-Walzer.
Da Yareds Eltern keine musikalische Karriere für ihren Sohn begrüßten, begann er nach seinem Schulabschluss, wo er unter anderem Philosophie-Unterricht in Französisch und Arabisch erhielt, ein Studium der Rechtswissenschaft an der Universität Saint Joseph. Dennoch führte er nebenher seine musikalischen Studien fort.
Zwar hatte Yared niemals von Sergei Prokofjew oder Béla Bartók gehört und kannte kaum Claude Debussy oder Maurice Ravel; trotzdem war er in der Lage, 1966 einen mehrstimmigen Refrain zu einem Gedicht von Paul Valéry zu komponieren, sowie 1968 ein Trio für Piano, Violine und Cello. In dieser Zeit waren Yareds musikalische Vorbilder vorwiegend die Beatles, Stevie Wonder und Marvin Gaye. Er übte weiterhin an der Kirchenorgel der Universität Saint Joseph und gab zwei Konzerte.
Mit 20 Jahren entschied sich Gabriel Yared, das Studium der Rechtswissenschaft aufzugeben und eine musikalische Laufbahn einzuschlagen (obwohl er nie eine akademische Musikausbildung erhalten hatte). Er reiste 1969 nach Paris, wo er als nicht immatrikulierter Student an der Ecole Normale de Musique den Unterricht von Henri Dutilleux und Maurice Ohana besuchen konnte. Dutilleux, erstaunt von Yareds Begabung, ermutigte ihn, die Regeln der Musikkomposition zu erlernen.

### Erste Schritte zu einer professionellen Karriere
Am Ende des akademischen Jahres 1971 reiste Yared nach Brasilien, um dort seinen Onkel zu besuchen. Aus dem geplanten vierzehntägigen Aufenthalt wurden anderthalb Jahre. In dieser Zeit bat ihn der Präsident der World Federation of light Music Festivals, Augusto Marzagao (1929–2017), einen Song für das Rio “Maracanãzinho” Song Festival zu schreiben, der den Libanon repräsentieren sollte. Zwar war es Yared nicht möglich, selbst aufzutreten, doch die Sängerin Gwen Ovens (* 1953) sprang für Yared ein und gewann den Wettbewerb. Yared selbst belegte wenig später beim Viña del Mar Festival in Chile den dritten Platz.
In Brasilien komponierte Yared einen Bossa Nova, und nach einem Monat sprach er so gut portugiesisch wie ein Carioca, ein gebürtiger Einwohner Rio de Janeiros Hier traf Yared auf zeitgenössische Musiker wie Don Salvador, Ivan Lins, Jorge Ben, Edu Lobo und Elis Regina. Er unterhielt ein kleines Orchester von sechs Musikern, und jede Nacht spielte er mit ihnen im bekanntesten Nachtclub Ipanemas, Number One, die Stücke, die er Stunden zuvor komponiert hatte. Er gab ein Konzert mit einem Saxophon-Quartett, angeführt von Paulo Moura in der Cecilia Meres Hall und vollendete für Ivan Lins ein Album als Dirigent.
Der Aufenthalt in Brasilien beeinflusste Yared in seinem späteren musikalischen Schaffen, z. B. für seine Kompositionen zum Score von Betty Blue – 37,2 Grad am Morgen, oder die Songs, die Yared später für Michel Jonasz oder Françoise Hardy schreiben sollte.

### Der musikalische Durchbruch
Während Yared eine carta dezenove (Brasiliens Äquivalent zur US-amerikanischen Green Card) beantragte, um gänzlich nach Brasilien zu ziehen, beschloss er für ein paar Tage in den Libanon zu reisen, um seinen Eltern auf Wiedersehen zu sagen. Doch der Zufall wollte es, dass er nach einem kurzen Aufenthalt in Paris beschloss, gänzlich in Frankreich zu verweilen. Er lebte während dieser Zeit mit den Musikern Georges und Michel Costa zusammen. Gemeinsam mit den Brüdern versuchte Yared, als Songwriter Fuß zu fassen. Zum ersten Mal dirigierte er in dieser Zeit auch ein Orchester, das aus Streichinstrumenten, Blaskapelle und Chor bestand. Um seine Freunde zu unterstützen, berücksichtigte er in seinem Orchester auch Trommeln, Bass und Schlaginstrumente. Die Musiker, mit denen Yared im Aufnahmestudio zusammenarbeitete, waren begeistert von seinem Talent als Dirigent, und schon bald hatte er einen so guten Ruf, dass er in den nächsten sechs Jahren täglich zwei bis drei Orchester dirigierte und sein Werk als Musikkomponist in Vergessenheit geriet. 1979 hatte Yared als Orchesterdirigent bereits einen so guten Leumund, dass er seine Karriere eine Zeit lang beendete, um mit Julien Falk, einem ehemaligen Lehrer am Conservatoire de Paris, Unterricht zu geben.
Nachdem die Zusammenarbeit mit den Costa-Brüdern zu einem Ende gekommen war, arbeitete Gabriel Yared für Johnny Hallyday und Sylvie Vartan, Enrico Macias, Charles Aznavour und Gilbert Bécaud. Von 1974 bis 1980 schrieb und lernte er, ergriff Chancen und testete Orchester- und rhythmische Kombinationen. Mit dem Geld, das Yared verdiente, kaufte er sich klassische Partituren und arbeitete weiterhin als Musikkomponist.
Um, wie er selbst sagt, nicht vom Orchester versklavt zu werden, beschloss er, sich 1976 auch als Songwriter zu versuchen. Er arbeitete in der Zeit von 1975 bis 1982 gelegentlich mit Françoise Hardy zusammen, für die er das Album Star produzierte, was rhythmische Regie, Orchesterarbeit, Gesangsabstimmung, Songauswahl und Mixing beinhaltete. Er arbeitete weiterhin mit Künstlern wie Michel Jonasz, Michel Fugain und Mina zusammen. In dieser Zeit nahm er Abstand von der Dirigentenrolle und legte mehr Wert auf das Komponieren, Artist Directing, und Produzieren. Er arbeitete verstärkt für die Werbung und komponierte viele Radio- und TV-Jingles. 1980 kreierte er den Jingle zu den TF1-Nachrichten. Außerdem nahm er auch ein Musikalbum auf, auf dem er Gesangsstücke interpretierte.

### Karriere als Filmkomponist
Yared komponierte 1975 erstmals eine Filmmusik für Miss O’Gynie et les hommes fleurs, ein Film des belgischen Regisseurs Samy Pavel, stellte dann aber seine Arbeit als Komponist vorübergehend zurück und besuchte am Conservatoire de Paris Kurse in Kontrapunkt und der Komposition von Fugen. Seine erste wirkliche Erfahrung mit dem Medium Film hatte er aber bei den Stücken, die er 1979 für Jean-Luc Godards Rette sich, wer kann (das Leben) schrieb.
Als Yared mit Françoise Hardy zusammenarbeitete, wurde deren Ehemann Jacques Dutronc auf Yared aufmerksam. Er war für eine Rolle in Godards Film im Gespräch und erwähnte Yareds Namen, als Godard nach einem klassischen Musiker suchte, der Musik-Variationen eines bereits feststehenden Themas entwickeln sollte. Yared traf sich mit Godard, den vier Takte aus der Oper La Gioconda von Amilcare Ponchielli fasziniert hatten. Yared sollte die Musikpassage ausfindig machen, dirigieren und Variationen von ihr für Godards Film nachbearbeiten. Yared war aber diesem Engagement abgeneigt und entgegnete dem Regisseur, er solle sich einen Showbusiness Guide kaufen, in dem er die Kontaktadresse eines Dirigenten nachschlagen könnte. Merkwürdigerweise hatte Godard an der Konversation Gefallen gefunden und kontaktierte Yared für ein zweites Treffen. Hier verriet Godard wieder nicht die Kernelemente des Films, doch Gabriel Yared schrieb die Filmmusik auf Basis dessen, was sie schon zuvor abgesprochen hatten, ohne dass Yared eine einzige Szene des Films zu Gesicht bekam. Auf die gleiche Weise entstand die Filmmusik zu Jean-Jacques Beineix’ The Moon in the Gutter (1983), von der ein großer Teil im Zuge der drastischen Kürzungen des Films durch Gaumont verloren ist. Beineix bat Yared einen Tango und einen Walzer zu schreiben und eine Art Leitmotiv zu entwickeln, bevor die Dreharbeiten überhaupt angefangen hatten, und die er am Set beim Dreh einsetzen konnte.

„They then shot the film based on my models. It was of great importance, especially for the actors. Having music in your ears changes the perspective.“

 sagte Yared in einem Interview mit französischen Journalisten Benoit Pavan.
Diese erste Erfahrung hielt Yared für sinnvoll, da sie mit seiner Arbeitsweise einherging und so auch rechtfertigte. Für ihn ist es eine gesunde Einstellung, beim Komponieren nicht auf zu viele Elemente festgelegt zu sein oder nicht von den Bildern überwältigt zu werden, was die Freiheiten der Kreation und Phantasie erhöht. Von 1979 bis 1983 behielt er diese Grundregeln mit einer bestimmten Sturheit bei. Gabriel Yared arbeitete in dieser Zeit an seinen Kompositionen nur vor und während des Drehs, selten danach. 1987 wurde er für die Filmmusik in Jean-Pierre Mockys Agent Trouble – Mord aus Versehen für den César, das französische Äquivalent zum Oscar, nominiert. In den nächsten zwei Jahren wurde er erneut nominiert und gewann den Filmpreis 1989 für die Kompositionen in Bruno Nuyttens Künstlerbiographie Camille Claudel.
Im Laufe der Zeit wurde Yared in seiner Arbeitsweise flexibler. Er entschied sich vor Drehbeginn eines Films, sich seiner Filmmusik zu widmen, bevor er sich an irgendwelchen vorhandenen Bildern orientieren musste, sowie vermehrt nach Drehende. Er praktizierte diese Methode bei Jean-Jacques Annauds Film Der Liebhaber, für den er seinen zweiten César gewann und bei Anthony Minghellas Filmepos Der englische Patient. Mit diesem Film feierte er 1997 den bis dato größten Erfolg seiner Karriere und wurde für seine Filmmusik unter anderem mit dem Oscar, dem Golden Globe und einem Grammy ausgezeichnet.
Bei seiner Arbeit verfügt Yared über kein festgelegtes System, keine spezifische Methode. Seine Arbeit variiert, je nach Thema, abhängig von den Einzelpersonen. Wichtig für den Filmkomponisten ist es, das Drehbuch zu lesen, die Beziehung zum Regisseur, sowie nach und nach das Verhältnis mit dem Filmeditor und Soundmixer. Obwohl er dadurch flexibler geworden ist, nähert er sich noch immer rigoros einem Thema, seinen Kompositionen und deren harmonischer Erforschung an. Diese Arbeitsweise ist relativ zeitaufwendig, und so räumte sich der Filmkomponist ein Jahr, manchmal auch länger für seine Musikstücke ein. Ein Regisseur, der ähnlich arbeitet, ist Anthony Minghella, der Yared nach dem großen Erfolg von Der englische Patient auch für seine beiden folgenden Produktionen Der talentierte Mr. Ripley (1999) und Unterwegs nach Cold Mountain (2003) verpflichtete. Für beide Filme wurde Gabriel Yared erneut für den Oscar in der Kategorie beste Filmmusik nominiert, für seine Arbeit an Unterwegs nach Cold Mountain gewann er 2004 den British Academy Film Award.

### Unterschiedliche Erfolge
Nach über 70 Filmkompositionen hauptsächlich für das französische und US-amerikanische Kino wurde Gabriel Yared 2004 damit beauftragt, die Filmmusik zu Wolfgang Petersens Monumentalfilm Troja zu kreieren. Er arbeitete mit einem Orchester, das zusätzlich mit fünfundzwanzig Blechbläsern, Percussionspielern und einem stimmgewaltigen Chor ausgestattet war. Nachdem er schon oft Gesangsparts in seinen Filmscores realisiert hatte, unter anderem von Künstlern wie Sinéad O’Connor, Miriam Stockley oder Ramon Vargaz, setzte er für die Filmmusik in Troja die mazedonische Vokal-Solistin Tania Tzarovska ein, die in ihrer Landessprache sang. Die als dunkel, rhythmusgetrieben und kraftvoll bezeichnete Filmmusik wurde von Kritikern als Höhepunkt im künstlerischen Schaffen Gabriel Yareds bezeichnet, fiel aber tragischerweise bei Testvorführungen durch. Yared wurde entlassen und veröffentlichte daraufhin einige Ausschnitte aus seinem Filmsoundtrack auf seiner Website und erklärte in einem Kommentar, dass seine Musik als zu altmodisch empfunden wurde. James Horner wurde als Ersatz für Gabriel Yared kurz vor dem Filmstart von Troja verpflichtet. In dem später veröffentlichten Troja Director’s Cut wurden einige Musikpassagen von Horner dann wieder durch Musik von Yared und anderen Komponisten ersetzt.
Die deutsche Produktion Das Leben der Anderen, ein Film von Florian Henckel von Donnersmarck, in dem Yareds Filmmusik entscheidende Bedeutung zukommt, erhielt 2007 den Oscar. 2006 arbeitete er bei Breaking and Entering – Einbruch & Diebstahl (2006) erneut mit Anthony Minghella zusammen und kreierte die Filmmusik gemeinsam mit der Formation Underworld. Als Filmkomponist ist Yared bestrebt, stets „neues Vokabular“ und „neue Ausdrucksmöglichkeiten“ zu finden. „Was wir brauchen, um uns weiterzuentwickeln, ist ein offenes Ohr als Gegenüber. Nicht Akzeptanz um jeden Preis, aber jemand, der auch bereit ist, ein Risiko einzugehen – sofern wir nicht ewig dieselben Reflexe vollführen wollen, dieselben Gewohnheiten von Film zu Film. Für jeden Szenen-Typ die entsprechende, passgerechte Musik: für die Liebesszene, für Spannung und so weiter. Diese Art, wie sie in der Vergangenheit praktiziert wurde, hat heute keine Berechtigung mehr.“
Der musikalische Autodidakt, der auch die Musik für Ballett-Aufführungen von Carolyn Carlson oder Roland Petit schrieb, ist der Gründer der Akademie Pléiade, die die Ausbildung und Förderung junger Komponisten zum Ziel hat. 2010 wurde ihm von der Europäischen Filmakademie der Preis für die beste europäische Leistung im Weltkino zugesprochen.
2017 wurde er in die Wettbewerbsjury der 70. Filmfestspiele von Cannes berufen.

## Zitat
„In me, there are many things that are alive: my past in Lebanon, my taste for black music, jazz, a past penchant for the Beatles, a passion for Charles Trenet, who is a great melodist ... I have also liked ethnic music. All these things put together - plus my interest in the music of Robert Schumann, then for Bach, Mozart, Ravel - all this is alive within me. It was cinema that allowed me to express this polygamy of taste at the very beginning.
In mir ist vieles lebendig; meine Vergangenheit im Libanon, meine Gefallen an Schwarzer Musik, Jazz, eine frühere Vorliebe für die Beatles, eine Leidenschaft für Trenet, der ein großer Melodiker ist … Ich mochte auch Ethno-Musik. All das zusammengenommen – dazu meine Interesse an der Musik von Robert Schumann, dann an Bach, Mozart, Ravel – all das lebt in mir. Es war das Kino, das es mir ermöglichte, diese Polygamie des Geschmacks von Anfang an auszudrücken.“

## Filmmusiken (Auswahl)
- 1974: Miss O’Gynie et les hommes fleurs
- 1980: Rette sich, wer kann (das Leben) (Sauve qui peut (la vie))
- 1981: Malevil (Malevil)
- 1986: Betty Blue – 37,2 Grad am Morgen (37,2 degrés le matin)
- 1987: Agent Trouble – Mord aus Versehen (Agent trouble)
- 1987: Therapie zwecklos (Beyond Therapy)
- 1988: Camille Claudel
- 1989: Romero
- 1989: Tennessee Nights
- 1990: Vincent und Theo (Vincent & Theo)
- 1990: Tante Daniele (Tatie Danielle)
- 1990: Sheherazade – Mit 1001 PS ins Abenteuer (Les 1001 nuits)
- 1991: Der Liebhaber (L’Amant)
- 1992: Flucht aus dem Eis (Map of the Human Heart)
- 1992: IP5 – Insel der Dickhäuter (IP 5 – L’Île aux pachydermes)
- 1993: Doppelte Tarnung (Profil bas)
- 1994: Wings of Courage (Guillaumet, les ailes du courage)
- 1995: Noir comme le souvenir
- 1996: Der englische Patient (The English Patient)
- 1997: Tonka
- 1998: Stadt der Engel (City of Angels)
- 1999: Message in a Bottle – Der Beginn einer großen Liebe (Message in a Bottle)
- 1999: Der talentierte Mr. Ripley (The Talented Mr. Ripley)
- 2000: Ein Freund zum Verlieben (The Next Best Thing)
- 2000: Es begann im September (Autumn in New York)
- 2001: Lisa
- 2002: Besessen (Possession)
- 2002: Das Idol (L’Idole)
- 2003: Bon Voyage
- 2003: Sylvia
- 2003: Unterwegs nach Cold Mountain (Cold Mountain)
- 2004: Darf ich bitten? (Shall We Dance?)
- 2005: L’Avion – Das Zauberflugzeug (L’Avion)
- 2005: Das Leben der Anderen
- 2006: Azur und Asmar (Azur et Asmar)
- 2006: Breaking and Entering – Einbruch & Diebstahl (Breaking and Entering)
- 2007: Zimmer 1408 (1408)
- 2007: Manolete
- 2008: Ein Leben für ein Leben – Adam Resurrected (Adam Resurrected)
- 2008: Nos enfants nous accuseront
- 2009: Le Bal des actrices
- 2009: Coco Chanel & Igor Stravinsky
- 2009: Die Eleganz der Madame Michel (Le hérisson)
- 2009: Amelia
- 2011: In the Land of Blood and Honey
- 2012: Die Königin und der Leibarzt (En kongelig affære)
- 2012: Die Köchin und der Präsident (Les Saveurs du palais)
- 2013: Sag nicht, wer du bist! (Tom à la ferme)
- 2013: Ein Versprechen (A Promise)
- 2013: In Secret – Geheime Leidenschaft (In Secret)
- 2014: Kahlil Gibran’s The Prophet
- 2015: By the Sea
- 2016: Einfach das Ende der Welt (Juste la fin du monde)
- 2016: Monsieur Chocolat (Chocolat)
- 2018: The Happy Prince
- 2018: The Death and Life of John F. Donovan
- 2018: Dilili in Paris (Dilili à Paris)
- 2019: Judy
- 2019: Bruno Manser – Die Stimme des Regenwaldes
- 2020: Du hast das Leben vor dir (La vita davanti a sé)
- 2022: Die Purpursegel (L’Envol)

## Auszeichnungen
Max Steiner Film Music Achievement Award
- 2019: Für außerordentliche Leistungen im Bereich des Filmmusik Genres verliehen

Oscar
- 1997: Beste dramatische Filmmusik für Der englische Patient
- 2000: nominiert für die beste Filmmusik in Der talentierte Mr. Ripley
- 2004: nominiert für die beste Filmmusik in Unterwegs nach Cold Mountain

British Academy Film Award
- 1997: Beste Filmmusik für Der englische Patient
- 2000: nominiert für die beste Filmmusik in Der talentierte Mr. Ripley
- 2004: Beste Filmmusik für Unterwegs nach Cold Mountain (zusammen mit T-Bone Burnett)

Golden Globe Award
- 1997: Beste Filmmusik für Der englische Patient
- 2000: nominiert für die beste Filmmusik in Der talentierte Mr. Ripley
- 2004: nominiert für die beste Filmmusik für Unterwegs nach Cold Mountain

César
- 1987: nominiert für die beste Filmmusik in Betty Blue – 37,2 Grad am Morgen
- 1988: nominiert für die beste Filmmusik in Agent Trouble – Mord aus Versehen
- 1989: Beste Filmmusik für Camille Claudel
- 1993: Beste Filmmusik für Der Liebhaber
- 2004: nominiert für die beste Filmmusik in Bon Voyage
- 2007: nominiert für die beste Filmmusik in Azur et Asmar

ASCAP Film and Television Music Awards
- 1999: Beste Filmmusik für einen Top Box Office Film für Stadt der Engel

Australian Film Institute
- 1993: nominiert für die beste Filmmusik in Flucht aus dem Eis

Broadcast Film Critics Association Awards
- 2000: Beste Filmmusik für Der talentierte Mr. Ripley
- 2004: nominiert als bester Komponist für Unterwegs nach Cold Mountain

Deutscher Filmpreis
- 2006: nominiert für die beste Filmmusik für Das Leben der Anderen

Emmy
- 2009: nominiert in der Kategorie Beste Musik für eine Fernsehserie (Drama) für The No. 1 Ladies' Detective Agency

Golden Satellite Awards
- 1997: Beste Filmmusik für Der englische Patient
- 1999: nominiert für die beste Filmmusik in Stadt der Engel
- 2004: nominiert für die beste Filmmusik in Unterwegs nach Cold Mountain